# Mikulczyce

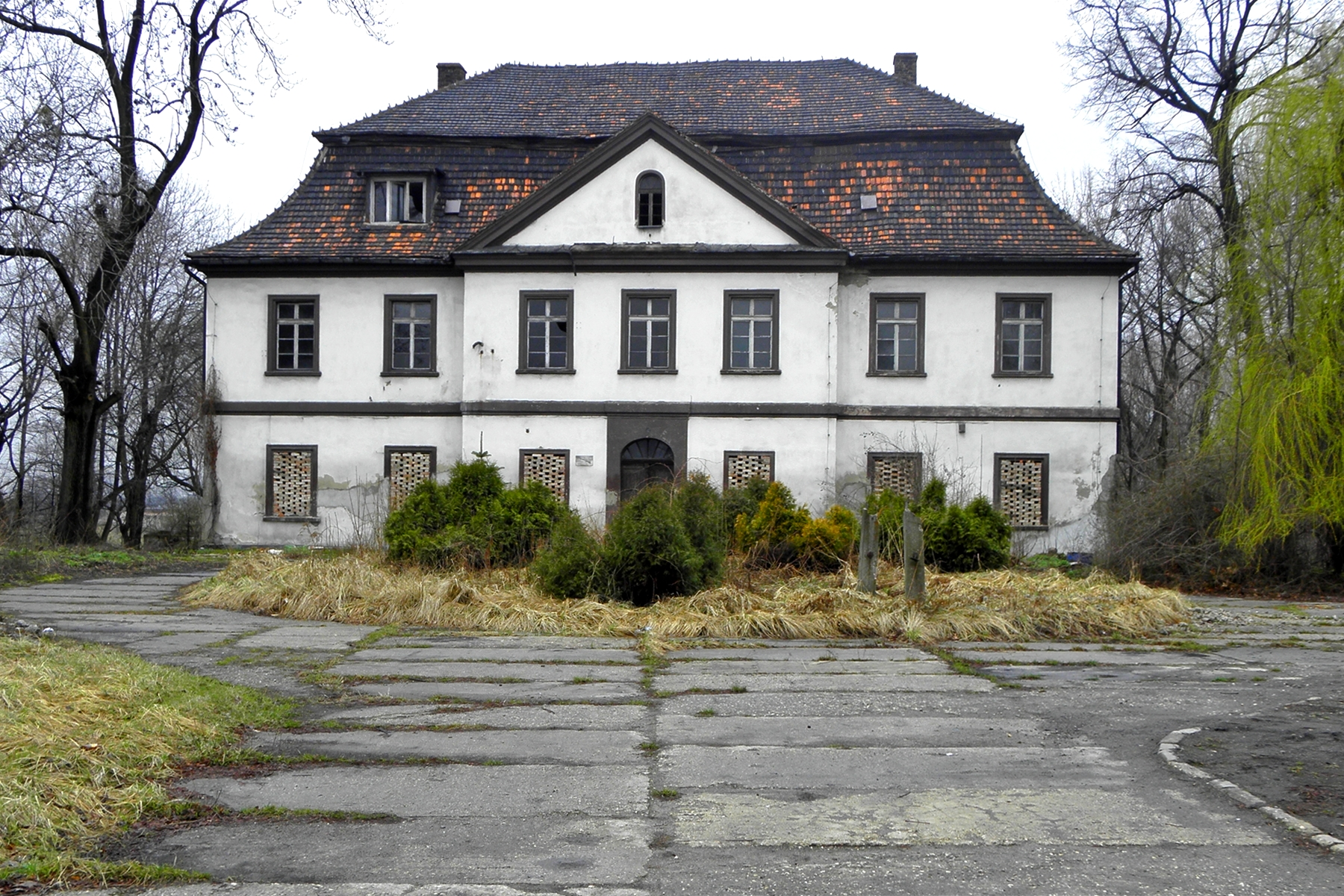
Pałac w Mikulczycach

Mikulczyce (niem. Mikultschütz) – dzielnica miasta Zabrze. Do 1951 roku siedziba gminy wiejskiej Mikulczyce. Siedziba dekanatu Zabrze-Mikulczyce.

## Nazwa
Etymologia nazwy Mikulczyce wywodzona jest z języka polskiego lub czeskiego. Nazwa pochodzi od występujących w tych językach słowiańskich wersji greckiego imienia Nikólaos – czeskiego Mikuláš oraz polskiego Mikołaj. Miejscowość o tej samej nazwie – Mikulčice – występuje na Morawach; w średniowieczu był to jeden z ważniejszych grodów wielkomorawskich. Miejscowości o podobnych nazwach występują również na terenie innych państw słowiańskich w tym w Polsce np. Mikulice czy Mikulicze
Niemiecki nauczyciel Heinrich Adamy podaje polski wywód nazwy miejscowości. W swoim dziele o nazwach miejscowych na Śląsku wydanym w 1888 roku we Wrocławiu jako starszą od niemieckiej wymienia nazwę w obecnej polskiej formie – Mikulczyce podając jej znaczenie „Dorf des St. Nicolaus” – „Wieś św. Mikołaja”. Niemcy zgermanizowali nazwę na Mikultschütz, w wyniku czego utraciła ona swoje pierwotne znaczenie.
Na przestrzeni dziejów nazwa Mikulczyc ulegała niewielkim zmianom, zawsze jednak wiązała się z imieniem Mikołaj. W dokumencie z 1306 r. są to Naculchsicz, a z 1311 – Miculczicz. Forma Mikulczycz przetrwała do 1526 kiedy zmieniono zapis nazwy na Mikultschütz.
W latach 1935–1945, aby zatrzeć słowiańskie pochodzenie nazwy, nazistowska administracja III Rzeszy zmieniła ją na nową całkowicie niemiecką – Klausberg, a po przejściu w ręce polskie w 1945 r. zaczęto używać obecnej nazwy, którą oficjalnie zatwierdzono w maju 1946.

## Historia
Pierwsza pewna wzmianka o Mikulczycach pochodzi dyplomu księcia bytomskiego Siemowita z 1311 roku dotyczącego testamentu kasztelana bytomskiego Jana Złotoustego. Dokument wymienia jako świadka rycerza Dobiesława z Mikulczyc: „Dobeslao de Miculczicz, militibus”. Rycerz tego samego imienia, podpisany jednak „Graf Dobeslaw de Naculchsicz”, pojawia się, również jako świadek, w dokumencie wystawionym pięć lat wcześniej, w roku 1306 przez księcia kozielskiego Władysława. Badania archeologiczne wskazują, że osada mogła istnieć w tym miejscu już w XII wieku, natomiast notatka z 1791 roku (niemająca poparcia w innych źródłach) sporządzona przez mikulczyckiego proboszcza ks. Walentego Andlaufa mówi o istnieniu tu kościoła, lub przynajmniej kapliczki, już w 1002 roku. Istnienie kościoła potwierdza jednak dopiero kolejny dokument – pochodzące z 1326 sprawozdanie o poborze świętopietrza. Pada w nim imię mikulczyckiego plebana Mikołaja. O kościele tym jednak nic nie wiadomo. W tym czasie Mikulczyce (zwane Mikulczycz), wraz z całą ziemią bytomską, znajdowało się pod zarządem biskupstwa krakowskiego (dekanat sławkowski, od 1331 bytomski), a płynący w pobliżu Potok Mikulczycki stanowił (do 1821) granicę pomiędzy diecezjami wrocławską i krakowską, a do 1179 także między Małopolską i Śląskiem.
Po przejęciu 1526 roku Śląska przez Habsburgów nazwa osady zmienia się na Mikultschütz. Niedługo potem, około 1530 (według niektórych 1590) powstaje ufundowany przez właściciela Mikulczyc – Daniela Starszego Ziemięckiego nowy, drewniany kościół św. Wawrzyńca, którego ołtarz główny zdobił wizerunek Matki Boskiej Mikulczyckiej – obiekt pielgrzymek.
W połowie XVII wieku Mikulczyce przeszły w ręce rodziny Wołczyńskich, potem Doleczków, którzy wybudowali mikulczycki Dwór.
Po roku 1740, w wyniku wojen śląskich Śląsk przeszedł pod panowanie Prus. Ustanowiono wtedy nowy podział regionu, a Mikulczyce weszły w skład powiatu bytomskiego, a po podziale 1 maja 1816 roku na rejencje weszły, wraz z powiatem, w skład rejencji opolskiej.
Jak podaje opublikowany w 1830 roku we Wrocławiu spis statystyczny autorstwa J. G. Knie „Geographische Beschreibung von Schlesien preußischen Antheils, der Grafschaft Glatz und der preußischen Markgrafschaft Ober-Lausitz” Mikulczyce w 116 domach zamieszkiwało 673 katolików, 2 ewangelików i 6 Żydów. Znajdował się tam również folwark z owczarnią, 2 młyny wodne, tartak, wspomniany kościół św. Wawrzyńca i szkoła katolicka z dwoma nauczycielami (w tym jednym pomocniczym).

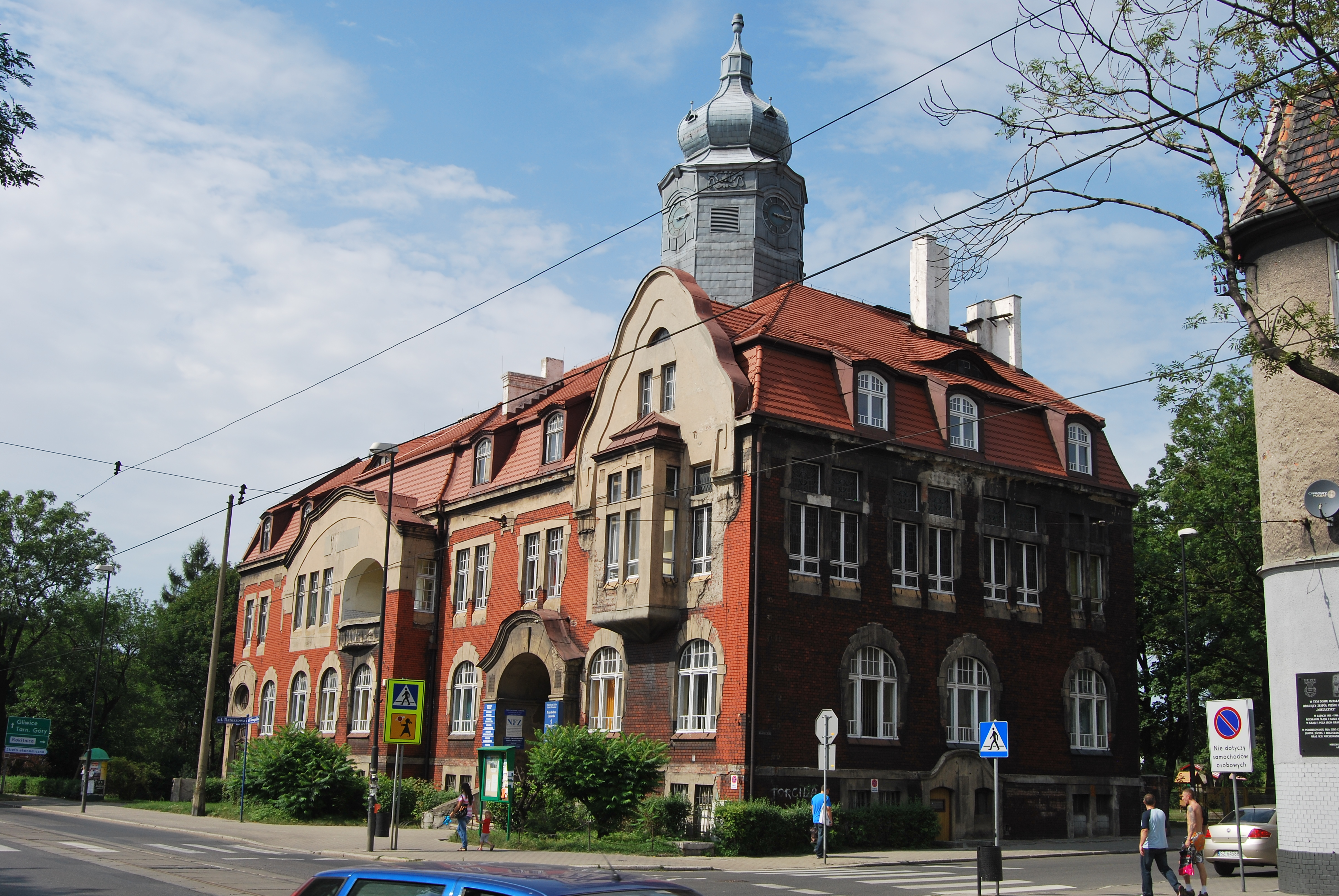
Ratusz w Mikulczycach

Około roku 1830 Mikulczyce przechodzą w ręce rodziny Henckel von Donnersmarck. Utworzyli oni w 1837 roku w południowej części wsi folwark zwany „Neuhof”, czyli „Nowy Dwór”, który objął ok. 140 ha. W roku 1850 wieś liczy około 1500 mieszkańców. W tym czasie powierzchnia mikulczyckich posiadłości Donnersmarcków, wraz z folwarkami „Wesolla” (Wesoła) i „Neuhof”, wynosiła 1144 ha, z czego 850 ha zajmowały pola, 68 ha - łąki i pastwiska, 20 ha obszary dworskie, a resztę lasy, poręby i wody. W roku 1858 pod zarządem Donnersmarcków powstaje tu cegielnia, w 1859 garncarnia, w latach 60 XIX w. kamieniołom, natomiast w 1871 gorzelnia. W tym samym roku liczba mieszkańców Mikulczyc wynosi już 2716; 42 spośród nich to Żydzi (podlegający gminie żydowskiej w Bytomiu, a potem utworzonej w roku 1872 gminie w Zabrzu), a 46 to ewangelicy.
1 lipca 1873 powiat bytomski rozpadł się na cztery części, a Mikulczyce trafiły do nowo powstałego powiatu tarnogórskiego.
1 października 1873 w Mikulczycach powstała Agencja Pocztowa. Początkowo mieściła się ona w budynku obecnej restauracji „Pod Wawrzynem”, później w kilku innych budynkach, m.in. w mikulczyckim Dworze. Od 1910 do dziś jej siedzibą jest budynek przy ulicy Brygadzistów.
W 1881 odbył się pierwszy w Mikulczycach targ. W 1899 utworzono ochotniczą strażą pożarną, do dziś wspomagającą zabrzańskich strażaków.

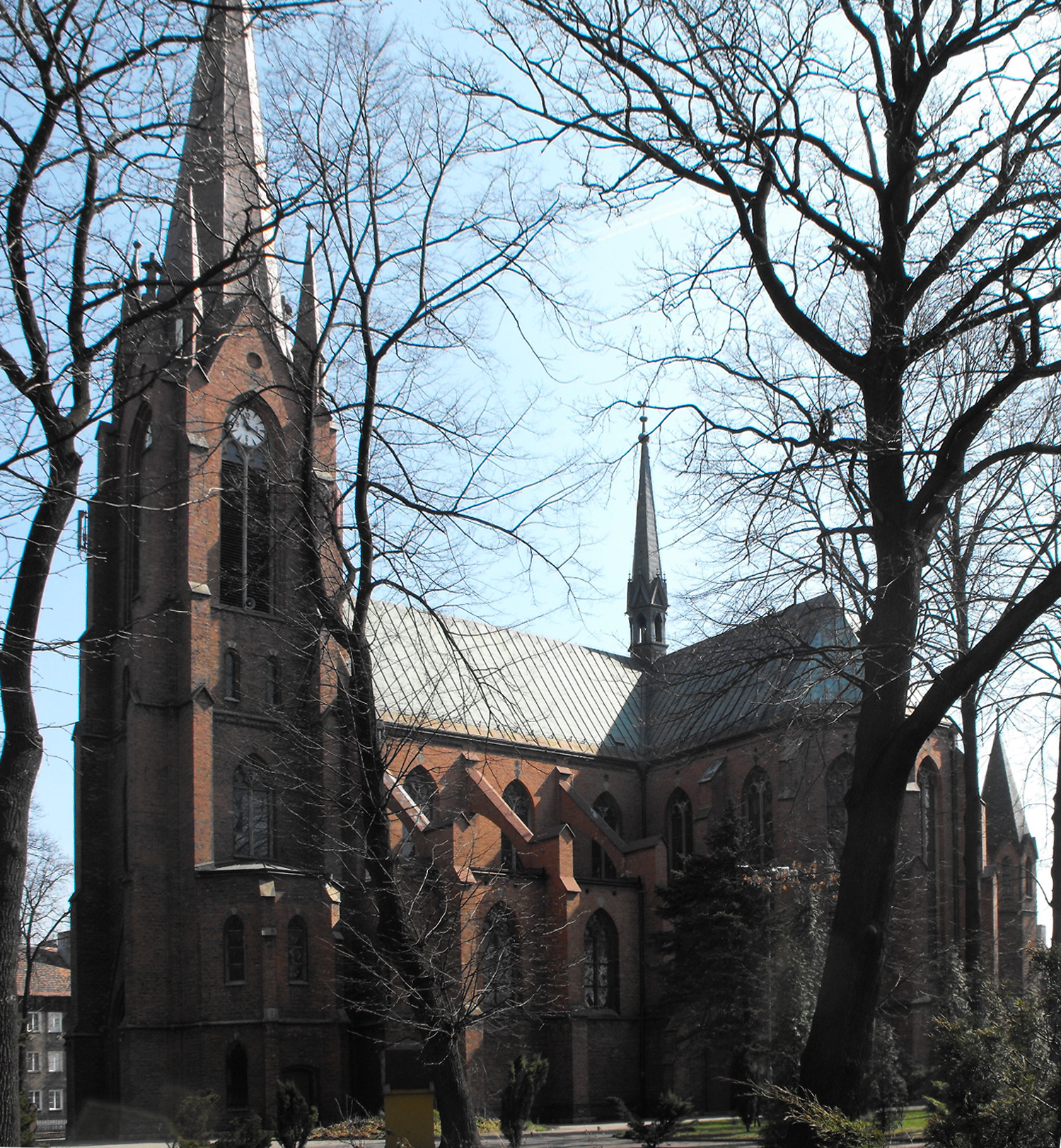
Kościół św. Wawrzyńca

Wskutek rosnącej liczby mieszkańców w 1892 roku postanowiono wybudować nowy kościół w Mikulczycach, na miejsce istniejącego drewnianego kościółka z XVI wieku. Po zgromadzeniu funduszy (85 tys. marek wyłożyli parafianie, 98 tys. hrabia Guido Henckel von Donnersmarck i biskup wrocławski kardynał Georg Kopp i 40 tys. ówczesny proboszcz ks. Franciszek Cieślik) kamień węgielny położono 15 sierpnia 1892 roku. Po czterech latach 6 maja 1896 kościół został konsekrowany przez kardynała Koppa. Do kościoła przeniesiono część wyposażenia starego kościoła, w tym obraz Madonny. Sam drewniany budynek sprzedano w 1900 roku miastu Bytom. Stanął on w tamtejszym parku miejskim. Podpalony, spłonął w 1982 roku. Śladem po starym kościele jest ustawiony na kościelnym wzgórzu krzyż z napisem „Tu stał wielki Ołtarz Starego Kościoła aż do sierpnia 1901” w języku polskim i niemieckim.

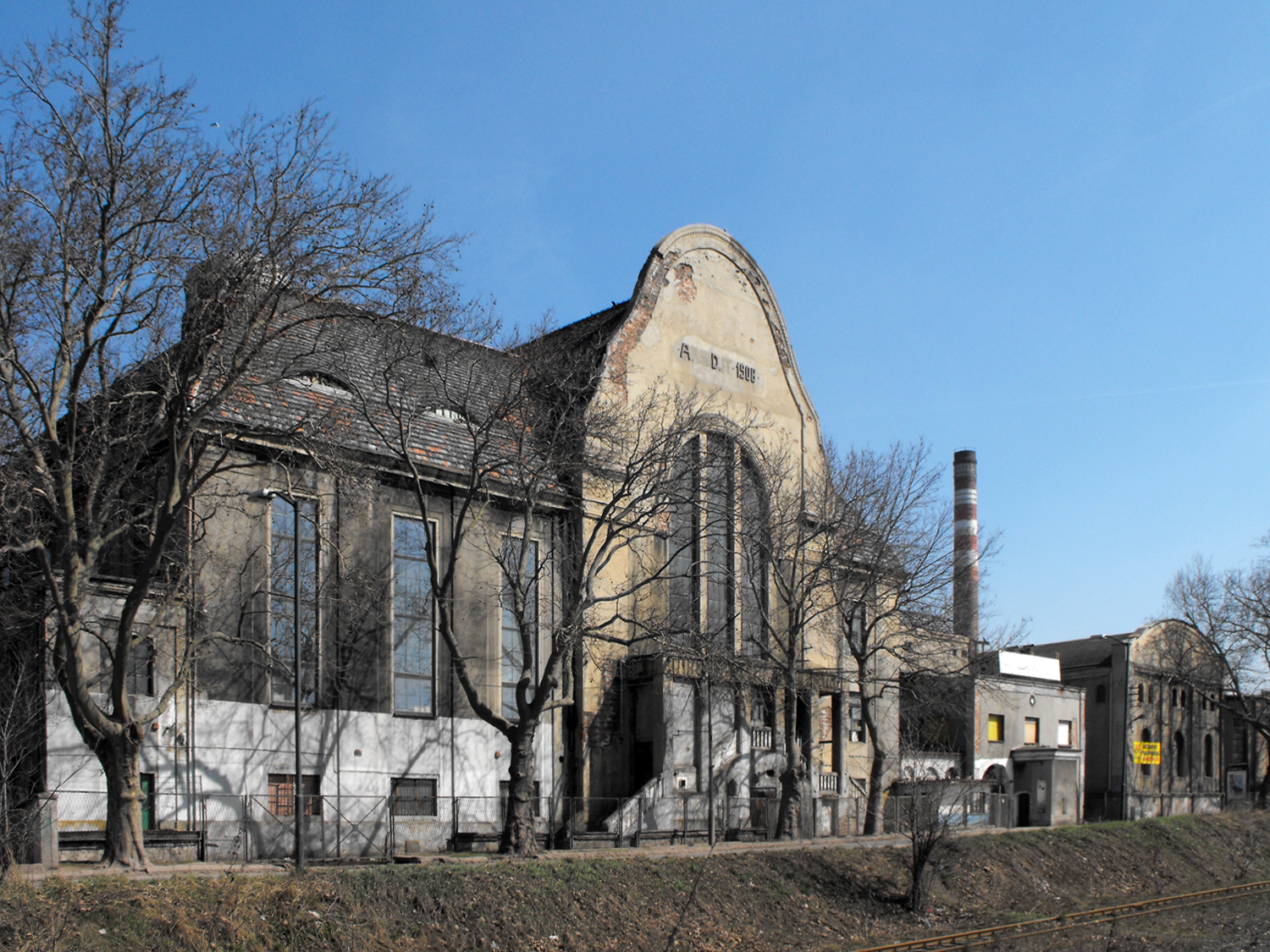
Kopalnia Mikulczyce – cechownia

W 1900 zarząd Donnersmarckhütte postanowił rozpocząć eksploatację należących do huty złóż węgla znajdujących się pod Mikulczycami. Rok później rozpoczęto drążenie pierwszego szybu – Adolf (potem Jan), a następnie szybu Elizabeth (potem Bolesław). Kopalnia Donnersmarckhüttegrube zainicjowała wydobycie w 1905. W 1927 przeszła pod zarząd gwarectwa Castellengo-Abwehr, co zaowocowało przemianowaniem jej na „Abwehrgrube” – od nazwy mikulczyckiego pola górniczego Abwehr. W kopalni od początku jej istnienia stosowano najnowocześniejsze rozwiązania techniczne, za co zdobywała ona nagrody. Niemniej jednak 10 stycznia 1923 roku doszło w niej do katastrofy: wypadek z podziemną koleją doprowadził do pożaru, który odciął drogę 47 górnikom. Zaledwie dwóch z nich uniknęło śmierci. Sam pożar trwał 8 miesięcy.
W 1902 otwarto w Mikulczycach bibliotekę, a pomiędzy 1907 i 1914 powstało także kino. W roku 1911 według projektu Michela Kiefera zbudowano w Mikulczycach ratusz.

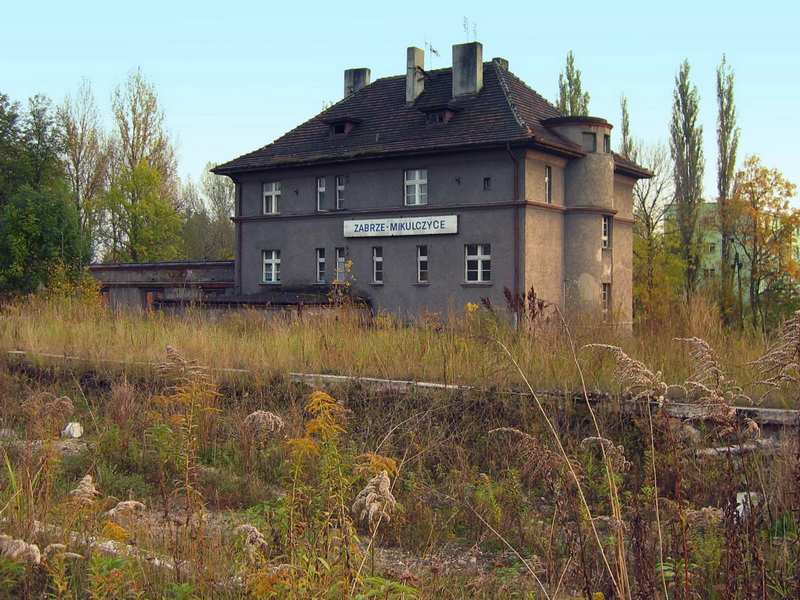
Mikulczycki dworzec z 1928 r. – stan obecny

Na poprowadzonej w 1880 roku przez Mikulczyce linii kolejowej Biskupice – Opole w 1906 roku otwarto pierwszy przystanek. Rozbudowano go w latach 1927-1928. Powstał wtedy nowy, trzykondygnacyjnego budynek (zawierający oprócz hali dla pasażerów także pomieszczenia biurowe i mieszkania dla pracowników) oraz dwa zadaszone perony stacji. Otwarto także nową linię kolejową Mikulczyce – Brynek. W 1934 stację połączono z Zabrzem linią tramwajową. Wcześniej, bo już od 1926 pomiędzy Zabrzem i Mikulczycami kursowały autobusy zabrzańskiej Miejskiej Komunikacji Samochodowej.
Po przegranej przez Cesarstwo Niemieckie wojnie i po powstaniach 21 marca 1921 roku odbył się plebiscyt mający określić przynależność poszczególnych ziem. Mieszkańcy Mikulczyc opowiedzieli się w większości (73,1%) za Polską, jednak mimo to Mikulczyce pozostały w granicach Niemiec.
W latach 20 XX w. powstał w ramach poczty urząd telefoniczny. W tym samym czasie powstał klub sportowy (dziś jego obiekty użytkuje Sparta Zabrze). W sezonach 1937/38, 38/39 i 39/40 drużyna występująca wówczas pod nazwą Sportfreunde Klausberg uczestniczyła w rozgrywkach Gauligi Śląskiej.

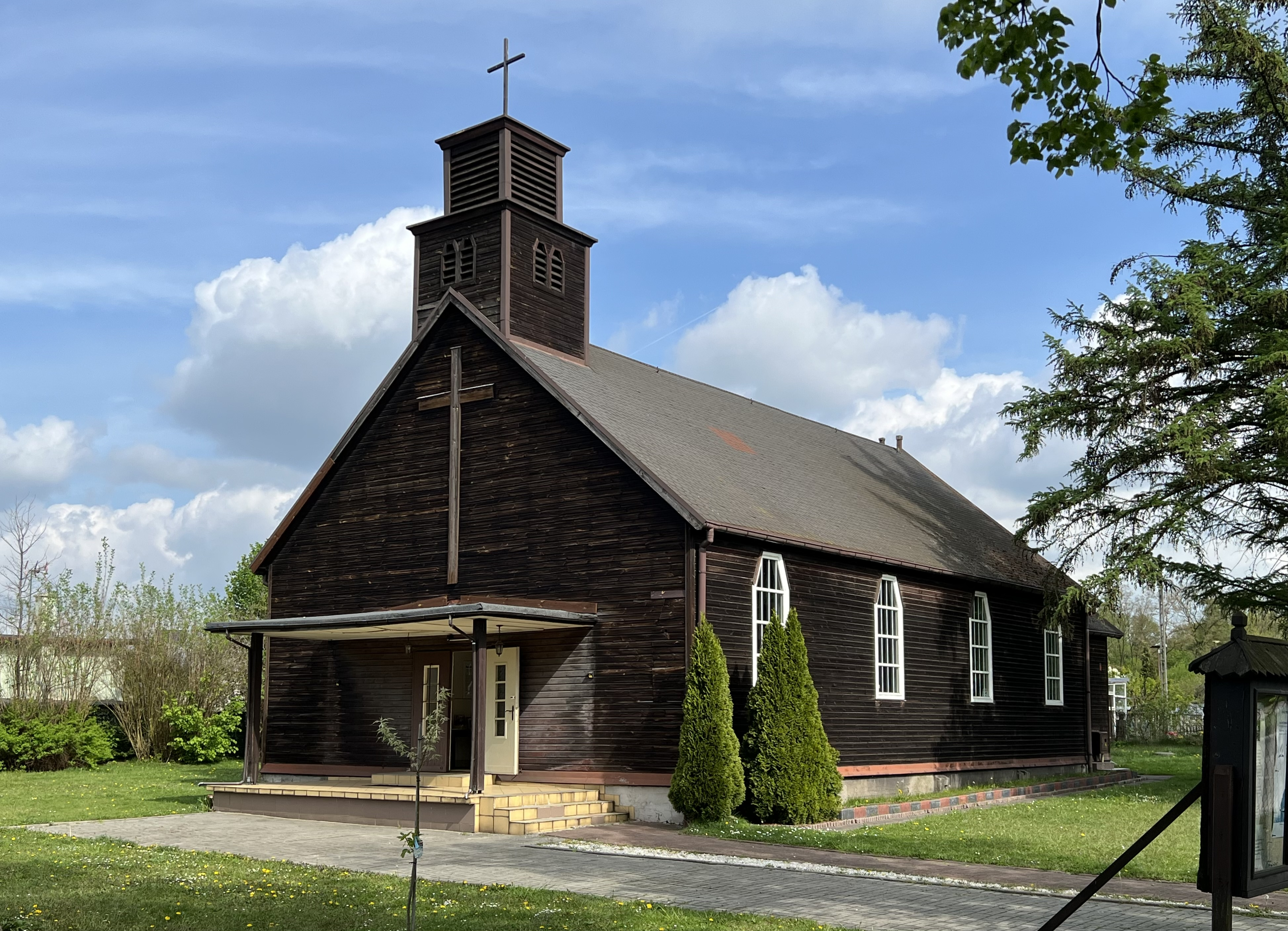
Kościół ewangelicki w Mikulczycach

Według danych statystycznych, na początku lat 30 XX wieku Mikulczyce były największą wsią Rzeszy. Zamieszkiwały je w 1933 roku 20152 osoby. Rozbudowa osiedli i dalszy wzrost ludności spowodowały zapotrzebowanie na nowy kościół. Pierwsze prace (zbiórka funduszy, dokumentacji, pozwoleń) ruszyły w roku 1927, natomiast sama budowa w 1932. 17 września 1933 roku kardynał Adolf Bertram konsekrował świątynię pod wezwaniem św. Teresy. Przez blisko 20 kolejnych lat była ona filią parafii św. Wawrzyńca. Cztery lata później, w 1937 roku poświęcono także drewniany kościół ewangelicki.
19 grudnia 1935 kolejny raz zmienia się nazwa Mikulczyc. Pod wpływem nowej polityki niemieckiej zmierzającej do zastąpienia nazw słowiańskich germańskimi wieś przemianowana zostaje na Klausberg (od Klaus, czyli Mikołaj). Nazwa zachowała się do końca wojny.
Z rąk niemieckich Mikulczyce przeszły w dniach 24–28 stycznia 1945 roku, wraz z wejściem Armii Czerwonej. Naczelnikiem Zarządu Gminy, a potem także pierwszym burmistrzem został Wincenty Gawlik.
W celu rozwoju terytorialnego Zabrza decyzją Rady Ministrów 1 kwietnia 1951 roku rozwiązano gminę wiejską Mikulczyce, a jej teren włączono w granice administracyjne miasta.
W 1945 roku po opuszczeniu miasta przez Niemców w Mikulczycach ukazało się pierwsze na terenach tzw. Ziem Odzyskanych pismo polskie pt. „Gazeta Mikulczycka”. W tym samym czasie  nazwa kopalni „Abwehrgrube” została zmieniona na „Mikulczyce”, a ona sama przeszła pod zarząd Zabrzańskiego Zjednoczenia Przemysłu Węglowego. 1 października 1960 połączono ją z kopalnią Rokitnica, a 1 stycznia 1970 z kopalnią Ludwig-Concordia. W 1973 połączono ją z kopalnią Pstrowski, obecnie, wraz z częścią mikulczycką, zlikwidowaną.
Po wojnie stacja kolejowa w Mikulczycach została przejęta przez PKP. Nowy właściciel nie zmienił istniejących połączeń. Na przełomie lat 70 XX w. i 80 XX w. infrastruktura kolejowa w tym miejscu została rozbudowana. Dołożono nowy tor na trasie do Brynku, a całość została zelektryfikowana. Od 1994 ruch kolejowy na linii kolejowej biegnącej przez Mikulczyce był stopniowo wyłączany. Na początek, 25 września, zamknięto linię osobową Mikulczyce – Brynek, a 1 czerwca 1996 podobny los spotkał odcinek Biskupice-Pyskowice linii Bytom-Wrocław. 30 maja 1999 przez Mikulczyce przestały także kursować pociągi towarowe. W 2001 roku rozebrano trakcję elektryczną, a w 2003 także tory. Pozostała jedna linia będąca bocznicą dla Zakładu Mechanicznego „BUMAR – Mikulczyce” SA Budynek stacji podupadł, wejścia na halę dworca zamurowano, zasypano przejście podziemne, a wyposażenie peronów rozkradziono.
W połowie XX wieku przy ulicy Leśnej wybudowano zbiorniki Imhoffa, pierwszą w Mikulczycach oczyszczalnię ścieków, z której wody spuszczane są do Potoku Mikulczyckiego. W 1989 powstała w tym samym miejscu nowa oczyszczalnia, przebudowana do stanu obecnego w latach 2001–2003.
W latach 2001–2002 przeprowadzono remont budynku kościoła ewangelickiego.
W roku 2008 w Mikulczycach, podobnie jak i w innych dzielnicach Zabrza, przeprowadzony został remont kanalizacji wodnej.

## Zabytki
- późnośredniowieczny gródek stożkowaty
- ratusz (działający do włączenia Mikulczyc do Zabrza, potem w latach 50 XX w. i 60 XX w. porodówka, obecnie przychodnia lekarska)
- wzgórze kościelne (kościół św. Wawrzyńca, dom parafialny, krzyż)
- budynki dawnej kopalni
- pałac w Mikulczycach
- kościół św. Teresy
- budynek stacji kolejowej
- budynek Zespołu Szkół nr 10 z 1928 r.
- budynki mieszkalne przy ul. Tarnopolskiej, Ratuszowej i innych
- kapliczka św. Jana Nepomucena z 1781 r.

## Kultura, edukacja i sport

### Muzyka
- Założony w roku 1951 DZPiT „Mikulczyce”.
- Założony w roku 1970 chór Resonans Con Tutti

### Placówki edukacyjne
- 4 przedszkoli
- Zespół Przedszkoli nr 1 w Zabrzu
- 2 szkoły podstawowe (Szkoła Podstawowa nr 24 im. Norberta Kroczka, Szkoła Podstawowa nr 26 im. Rodła)
- Niepubliczna Szkoła Podstawowa „Pod Skrzydłami” im. Michała Archanioła w Zabrzu
- Społeczna Szkoła Podstawowa „Nasza Szkoła” Zabrzańskiego Towarzystwa Szkolnego
- Zespół Szkół Katolickich (liceum ogólnokształcące, szkoła podstawowa)
- Zespół Szkół nr 10 w Zabrzu (szkoła podstawowa, liceum ogólnokształcące, technikum o profilu elektronika, informatyka i programisty)
- Centrum Kształcenia Ogólnego i Zawodowego (liceum ogólnokształcące i profilowane, technikum o profilu budownictwo, architektura i geodezja, mechanika, zasadnicza szkoła zawodowa, szkoła policealna, technikum uzupełniające dla dorosłych)

### Sport
- Sparta Zabrze
- KKS Zabrze